# 육군군가
육군군가는 중화민국의 군가이다.
중화민국 육군을 대표하는 군가로 해군군가, 공군군가와함께 국가행사에서 자주 연주되는 곡이다.
국부천대 이후 생겼다.

## 가사(중국어, 한국어)
```
風雲起 山河動
풍운이 일어나고 산하가 움직이네
```

```
黃埔建軍聲勢雄
황포 건군의 기세 드높고
```

```
革命壯士矢精忠
혁명 장사는 충성 다하네
```

```
金戈鐵馬 百戰沙場
금과와 철마로 전장에서 싸우며
```

```
安內攘外作先鋒
안내와 양외의 선봉이 되자
```

```
縱橫掃蕩 復興中華
거침없이 적을 소탕하여 중화를 부흥하리
```

## 같이 보기
- 해군군가(海軍軍歌)
- 공군군가(空軍軍歌)
- 황포군교교가(黄埔軍校校歌)
- 황포군혼(黃埔軍魂)
- 대도진행곡(大刀進行曲)
- 충의지가(忠義之歌)
- 아문애국기(我們愛國旗)
- 장지능소(壯志凌霄)